# Locminé communauté
Locminé communauté (anciennement communauté de communes du pays de Locminé) est une ancienne communauté de communes française, située dans le département du Morbihan, en région Bretagne.

## Histoire
Succédant au Syndicat d'expansion économique du pays de Locminé, qui réunissait les 15 communes des cantons de Locminé et Saint-Jean-Brévelay, la communauté de communes du pays de Locminé est créée par arrêté préfectoral le 12 novembre 1996 et compte huit communes : La Chapelle-Neuve, Locminé, Moréac, Moustoir-Ac, Moustoir-Remungol, Naizin, Plumelin et Remungol. Bien qu'ayant été rattachée à l'intercommunalité par un arrêté préfectoral en date du 24 juin 1996, la commune de Moréac décide finalement de ne pas l'intégrer et devient une « commune isolée ».
Au début de l'année 2010, elle change de nom pour devenir Locminé communauté.
Le 1er janvier 2016, il y avait encore 5 communes membres (au lieu de 7 initialement depuis sa création en 1996) dans la communauté de communes, car trois anciennes communes parmi ses membres (Moustoir-Remungol, Naizin, et Remungol) ont fusionné en une commune nouvelle, Évellys, qui les a remplacées dans la communauté.
La communauté a pris fin le 31 décembre 2016, lors de sa fusion avec Baud Communauté et Saint-Jean Communauté pour former Centre Morbihan Communauté.

## Identité visuelle

Logo de la communauté de communes du pays de Locminé.
Logo de Locminé communauté.

## Territoire communautaire

### Géographie
Située au centre du département du Morbihan, l'intercommunalité correspondait au canton de Locminé – qui a été supprimé lors du redécoupage cantonal de 2014 –, à l'exception de la commune de Moréac.

### Composition
La communauté de communes comprenait les 5 communes suivantes :
| Nom               | Code Insee | Gentilé          | Superficie (km2) | Population (dernière pop. légale) | Densité (hab./km2) |
| ----------------- | ---------- | ---------------- | ---------------- | --------------------------------- | ------------------ |
| Locminé (siège)   | 56117      | Locminois        | 4,86             | 4 147 (2014)                      | 853                |
| La Chapelle-Neuve | 56039      | Chapelle-Neuvois | 21,87            | 944 (2014)                        | 43                 |
| Moustoir-Ac       | 56141      | Moustoiracais    | 33,92            | 1 808 (2014)                      | 53                 |
| Évellys           | 56144      |                  | 80,34            | 3 435 (2014)                      | 43                 |
| Plumelin          | 56174      | Plumelinois      | 31,33            | 2 761 (2014)                      | 88                 |

## Administration

### Siège
Le siège de la communauté de communes était à Locminé, zone de Kerjean.

### Conseil communautaire
Les 31 conseillers titulaires étaient répartis selon le droit commun comme suit :
| Nombre de conseillers | Communes                                       |
| --------------------- | ---------------------------------------------- |
| 9                     | Locminé                                        |
| 5                     | Plumelin                                       |
| 4                     | Moustoir-Ac, Naizin                            |
| 3                     | Moustoir-Remungol, Remungol, La Chapelle-Neuve |

Créée le 1er janvier 2016, la commune nouvelle d'Évellys, issue de la fusion des communes de Moustoir-Remungol, Naizin, et Remungol, comptait 10 conseillers communautaires.

### Élus
La communauté de communes était administrée par un conseil communautaire constitué en 2014 de 31 conseillers communautaires.
À la suite des élections municipales de 2014 dans le Morbihan, le conseil communautaire du 15 avril 2014 avait réélu son président, Gérard Corrignan, maire de Naizin, ainsi que ses 6 vice-présidents. À la dissolution de l'intercommunalité, la liste des vice-présidents était la suivante :
|     | Attributions                                                                      | Identité         | Qualité                                       |
| --- | --------------------------------------------------------------------------------- | ---------------- | --------------------------------------------- |
| 1er | Développement économique                                                          | Grégoire Super   | Maire de Locminé                              |
| 2e  | Administration générale, personnel et insertion                                   | André Guillemet  | Maire de Remungol                             |
| 3e  | Travaux, services techniques, environnement, déchets, SPANC et transport scolaire | Pierre Guégan    | Maire de Plumelin                             |
| 4e  | Politique de l'eau, agriculture, information, communication et culture            | Benoît Rolland   | Maire de Moustoir-Ac                          |
| 5e  | Finances, logement et sport                                                       | Jacques Le Mouel | Maire de Moustoir-Remungol                    |
| 6e  | Politique de l'enfance et action gérontologique                                   | Michel Trégouët  | Premier adjoint au maire de La Chapelle-Neuve |

À la création de la communauté de communes en décembre 1996, le conseil communautaire comptait 25 membres répartis comme suit : 
- 5 élus pour Locminé et Moréac ;
- 3 élus pour Moustoir-Ac, Naizin et Plumelin ;
- 2 élus pour La Chapelle-Neuve, Moustoir-Remungol et Remungol.

Le bureau communautaire était quant à lui composé de la manière suivante :
- 1er vice-président : Gérard Corrignan, maire de Naizin ;
- 2e vice-président : Jean-Hugues Auffret, maire de Moustoir-Remungol ;
- Autres membres du bureau : Denis Morvan (La Chapelle-Neuve), André Allioux (Moréac), Hubert de la Forest (Moustoir-Ac), Agnès Le Gougaud (Plumelin) et Jo Kervarrec (Remungol), maires.

### Liste des présidents
| Période                         | Période                      | Identité         | Étiquette    | Qualité |
| ------------------------------- | ---------------------------- | ---------------- | ------------ | --- |
| Syndicat d'expansion économique |                              |                  |              | |
| 1989                            | 4 juillet 1995               | Bernard Jeanjean | DVD          | Maire de Locminé (1989 → 1995) |
| 4 juillet 1995                  | 2 décembre 1996              | Gérard Lorgeoux  | RPR          | 1er adjoint (1989 → 1995) puis maire de Locminé (1995 → 2007) Conseiller général de Locminé (1992 → 2004)                            |
| Communauté de communes          |                              |                  |              | |
| 2 décembre 1996                 | 9 septembre 2002 (démission) | Gérard Lorgeoux  | RPR puis UMP | Maire de Locminé (1995 → 2007) Conseiller général de Locminé (1992 → 2004) Député du Morbihan (3e circ.) (2002 → 2012) Réélu en 2001 |
| 9 septembre 2002                | 31 décembre 2016             | Gérard Corrignan | DVD          | Maire de Naizin (1983 → 2015) puis d'Évellys (2016 → ) Réélu en 2008 et 2014                                                         |